# José Carlos Aranda Aguilar
José Carlos Aranda Aguilar (Córdoba, 1957) (https://josecarlosaranda.com/) es un profesor español. Doctor en Ciencias de la Educación y Doctor en Filosofía y Letras. Académico correspondiente de la Real Academia de Córdoba. Gramático. Creador del método educativo Inteligencia natural (Toromítico, 2013, 2016). Colaborador en medios de comunicación. Actualmente Profesor Asociado en la Universidad Alfonso X El Sabio. Miembro del Consejo Rector del Instituto Municipal de Artes Escénicas (IMAE, 2017-2020) Experto del Foro Social  de la UCO UNICO (2024) 
Es autor de monografías académicas como Usos del subjuntivo en español actual (1982)(Sobresaliente con opción a Premio Extraordinario) o su tesis doctoral Narrativa andaluza del siglo XIX (1989). Profesor de Lengua Española y Literatura desde 1980, plasmó su experiencia en manuales didácticos: Cómo se hace un comentario de texto (2009), Manual de ortografía y redacción (2010) , Manual de redacción para profesionales e internautas (2011) , Ortografía fácil (2013) y Cómo hablar en público (2015) . Su pasión por la neurociencia y la educación, lo ha llevado a la publicación de ensayos como El libro de la gramática vital (2010) , Inteligencia natural (2013) e Inteligencia natural. Adolescencia (2016) .En la misma línea realizó su segunda Tesis doctoral en Ciencias de la Educación (Sobresaliente cum laude), El cuento infantil como instrumento en el desarrollo psicolingüístico en escolares de 3 años. Estudio de caso (2017). En su línea de manuales didácticos, publica el Manual para una correcta sintaxis (2019). Como fruto de la investigación realizada para su segunda tesis doctoral, que nos ayuda a comprender las claves del proceso de aprendizaje en la mente infantil, publicó El arte de contar un cuento (2021) Su último trabajo sobre didáctica de la Lengua es el Manual práctico para un buen uso de los signos de puntuación (2022). Últimamente se ha publicado la Memoria del trabajo realizado para optar al título de Doctor en Filología y Hispánica (Apto cum laude), Narrativa Andaluza en el siglo XIX: Catálogo biobibliográfico de autores con cuatro estudios críticos sobre novelas marginales (2024). Una invitación a recorrer la Córdoba profunda y legendaria, Leyendas de la Mezquita de Córdoba, relatos mágicos e historias asombrosas de la Mezquita-Catedral y su milenario barrio, (2024)

## Premios
- Premio "Centinela del Lenguaje" 2015. Facultad de Comunicación de la Universidad de Sevilla.

### Intervenciones en televisión
- http://www.cuatro.com/cuarto-milenio/programas/temporada-09/t09xp36/Cuarto-Milenio-T09xP36_2_1793955024.html CUARTO MILENIO: "La Conspiración de la Educación", José Carlos Aranda. Reflexiones sobre si existe o no una conspiración para lograr, a través del sistema, generar promociones cada vez más ignorantes y dóciles para esta sociedad industrializada y consumista. Mayo 2014.
- http://www.cuatro.com/cuarto-milenio/programas-completos/Cuarto-Milenio-T09xP44_2_1827030035.html CUARTO MILENIO: "La conspiración del sexo"  José Carlos Aranda. El sexo como nunca antes se había tratado en televisión. Julio 2014.
- http://www.mitele.es/programas-tv/cuarto-milenio/57b10f86c915da9d648b45f0/player Archivado el 13 de septiembre de 2017 en Wayback Machine.  CUARTO MILENIO: "Niños índigo, ¿invento o nueva humanidad?" José Carlos Aranda. Octubre 2014.
- http://www.cuatro.com/cuarto-milenio/programas/temporada-10/t10xp13/misterioso-cerebro-nino_2_1900005041.html CUARTO MILENIO: "El mágico cerebro del niño, cómo crece y cómo se limita" José Carlos Aranda. Diciembre 2014.
- http://www.mitele.es/programas-tv/cuarto-milenio/57b115fbc715da142f8b469a/player Archivado el 13 de septiembre de 2017 en Wayback Machine.  CUARTO MILENIO: "La noche mágica de los cuentos" José Carlos Aranda. La fantasía nos ayuda a vivir porque es la que logra dotar de sentido nuestras experiencias. Enero 2016.
- http://www.cuatro.com/cuarto-milenio/programas/temporada-11/programa-36/generan-alarma-social-tramas-pederastia_2_2187180015.html  CUARTO MILENIO: "Ladrones de inocencia" José Carlos Aranda. "Redes sociales y pederastia, ¿Somos conscientes de los peligros que acechan?", mayo de 2016.
- http://www.cuatro.com/cuarto-milenio/Jose-Carlos-Aranda-profesor-aburren_2_2260680039.html CUARTO MILENIO ZOOM: "La guerra de la educación" José Carlos Aranda ."Dos horas de deberes aburren a cualquiera", "Hay que familiarizar la escuela y escolarizar la familia". José Carlos Aranda. Octubre 2016.
- http://www.mitele.es/programas-tv/cuarto-milenio/5856d4e5ce15dacc128b4ccd/player Archivado el 13 de septiembre de 2017 en Wayback Machine.  CUARTO MILENIO: "La desaparición de la niñez" José Carlos Aranda: El mejor regalo es nuestro tiempo, la mejor herramienta el lenguaje. Diciembre 2016.